# ورپریده

ورپریده فیلمی به کارگردانی سیامک یاسمی و نویسندگی سیامک یاسمی، ابراهیم زمانی آشتیانی محصول سال ۱۳۴۱ است.
فیلم "منشی مخصوص من" ساخته صالح دلدم بازسازی به روز شده این فیلم، پس از سالها توقیف، اکران آنلاین شد.

## خلاصه داستان
«بیتا» ماشین‌نویس مرد ثروتمندی به نام «بابک» است...

## بازیگران
- نصرت‌الله محتشم
- تهمینه
- ایرج قادری
- هوشنگ سارنگ
- ژاله علو
- دلیله نمازی
- حسن گل نراقی
- خسروی
- عباس مصدق
- تاج‌الملوک احمدی
- تقی ظهوری
- کازولی